# Желомеено
Желомеено — деревня в Можайском районе Московской области в составе Порецкого сельского поселения. Численность постоянного населения по Всероссийской переписи 2010 года — 21 человек. До 2006 года Желомеено входило в состав Порецкого сельского округа.
Деревня расположена на северо-западе района, примерно в 30 км от Можайска, на правом берегу Москва-реки, высота центра над уровнем моря 212 м. Ближайшие населённые пункты — Барсуки и Бурмакино — на противоположном берегу реки, Никольское в 1,5 км на юго-запад.